# Geode (Parigi)
Il Geòde (in francese La Géode), progettato dall'architetto francese Adrien Fainsilber, è una sala cinema per la visione di film a 180 gradi. Di forma sferica, è situato nel Parc de la Villette, nel XIX arrondissement di Parigi, a fianco del museo della scienza e della tecnica. Rappresenta una delle migliori innovazioni della città in campo architettonico, importante anche a livello culturale e scientifico.
Il Geode è una struttura costituita da un parallelepipedo in granito, acciaio e vetro, sormontato da due cupole di vetro di forma sferica; la grande sala di proiezione cinematografica inaugurata il 6 maggio 1985, rivestita da triangoli d'acciaio lucidi, ha un diametro di 36 metri e permette di proiettare sulla sua volta film in formato IMAX di dimensioni dieci volte maggiori rispetto a quelle tradizionali.
La sala dispone di 400 posti a sedere, uno schermo di 26 metri di diametro e di 1000 m2 di superficie. La struttura presenta, inoltre, l'unico impianto sonoro a 12.1 canali installato dalla ditta Cabasse.